# Thermopsis inflata
Thermopsis inflata är en ärtväxtart som beskrevs av Jacques Cambessèdes. Thermopsis inflata ingår i släktet lupinväpplingar, och familjen ärtväxter. Inga underarter finns listade i Catalogue of Life.